# Inhuldigingsmedaille 1948
De Inhuldigingsmedaille 1948 is een herinneringsmedaille die werd toegekend ter herinnering aan de inhuldiging van koningin Juliana der Nederlanden. De drie koningen hebben geen inhuldigingsmedailles ingesteld; de eerste medaille van deze soort was ook de eerste Nederlandse herinneringsmedaille voor feestelijkheden van het koningshuis: de Inhuldigingsmedaille 1898.

## Achtergrond
In 1898 was het nog niet gebruikelijk om bij het vieren van huwelijken, bij jubilea en inhuldigingen van leden van het Nederlands Koninklijk Huis een herinneringsmedaille in te stellen. Deze medaille was de eerste van een reeks en de jonge koningin en haar moeder koningin-regentes Emma hebben zich door Duitse voorbeelden laten inspireren.
Toen het hof de inhuldiging voorbereidde ontving Nel Klaassen opdracht om een medaille te ontwerpen. De medaille zou op de voorzijde de portretten van koningin en prins-gemaal moeten dragen. Zij hield zich aan de traditie van over elkaar liggende hoofden zoals bij talloze huwelijksmedailles. De jonge koningin draagt geen diadeem. Dat prins Bernhard is afgebeeld is staatsrechtelijk merkwaardig: alleen de koningin werd door de Staten-Generaal ingehuldigd, niet de prins.
Op de keerzijde van de medaille staat een door een koningskroon gedekt koninklijk monogram "J" met daaromheen de tekst "JULIANA KONINGIN DER NEDERLANDEN" en in kleinere letters "INHULDIGING 6 SEPTEMBER 1948".
Het lint heeft zoals gebruikelijk zou worden de kleuren oranje en nassaublauw die in twee brede banen voorkomt. De Nederlandse koningen kiezen sinds eeuwen voor oranje. De medaille heeft een smalle rood-wit-blauwe bies met de blauwe baan aan de buitenzijde.
De zilveren medaille heeft een doorsnee van 30 millimeter en is daarmee vrij groot. De medaille weegt circa 19 gram. Het moirézijden lint is 26 millimeter breed. Op de zijkant is een mercuriusstaf, teken van het Utrechtse munthuis, geslagen. Er is geen keur op de medaille aangebracht. Men kon een miniatuur van de medaille dragen op een rokkostuum of gala-uniform maar er was, behalve de voor militairen gedachte baton, geen knoopsgatversiering voor het revers.
Er zijn 3240 medailles uitgereikt. De militairen van het escorte, gasten en honderden medewerkers van het hof kregen een onderscheiding.
Museummedaille ·
Erepenning ·
Medaille van de Maatschappij tot Redding van Drenkelingen ·
Doggersbank-medaille ·
Broeder van de Orde van de Nederlandse Leeuw ·
Antwerpsche Medaille 1832 ·
Onderscheidingsteken voor Langdurige, Eerlijke en Trouwe Dienst ·
Eremedaille voor Kunst en Wetenschap ·
Eremedaille voor Voortvarendheid en Vernuft ·
De Ruyter-medaille ·
Regeringsmedaille ·
Medaille van het Carnegie Heldenfonds ·
Medaille van Verdienste van het Nederlandse Rode Kruis ·
Medaille voor trouwe dienst van het Nederlandse Rode Kruis ·
Erkentelijkheidsmedaille 1940-1945 ·
Inhuldigingsmedaille 1948 ·
Herinneringsmedaille Luchtbescherming 1940-1945 ·
Medaille van de Noord- en Zuid-Hollandsche Redding Maatschappij ·
Zilveren Anjer · 
Cultuurfonds Onderscheiding · 
Vrijwilligersmedaille Openbare Orde en Veiligheid ·
Vaardigheidsmedaille van de Nederlandse Sport Federatie ·
Inhuldigingsmedaille 1980 ·
Herinneringsmedaille VN-Vredesoperaties ·
Herinneringsmedaille Multinationale Vredesoperaties ·
Herinneringsmedaille Internationale Missies ·
Huwelijksmedaille 2002 ·
Herinneringsmedaille Buitenlandse Bezoeken ·
Marinemedaille ·
Landmachtmedaille ·
Marechausseemedaille ·
Luchtmachtmedaille
Zie ook: Ridderorden en onderscheidingen in Nederland